# Útesy Veczemju
Útesy Veczemju (též útesy/klify Veczemu, lotyšsky Veczemju klintis, Veczemu klintis, Mantiņu klintis nebo Sarkanās klintis) jsou barevné pískovcové útesy/klify a geologická a geomorfologická přírodní památka na pobřeží Baltského moře v kraji Limbaži ve Vidzemi v Lotyšsku.

## Další informace
Turisticky i geologický atraktivní útesy Veczemlju jsou zformovány mořskými vlnami v měkčím barevném pískovci. Výška je maximálně 6 m a délka 480 m. Vyskytuje se zde několik převisů, koutů a malá mělká jeskyně. Horní patro útesů je zalesněné. Pod útesy se nachází písečná pláž a velké množství bludných balvanů a souvků. Od roku 2001 jsou útesy pod státní ochranou. Místo je dostupné po turistické stezce a cyklostezce a je celoročně volně přístupné. V blízkosti se nachází kemp Klintis. Filmová studia Riga zde natáčela filmy Tauriņdeja (1971, režie Oļģerts Dunkers), Ilgais ceļš kāpās (1981, režie Aloizs Brenčs) a Zītaru dzimta (1989, režie Aloizs Brenčs)

## Galerie

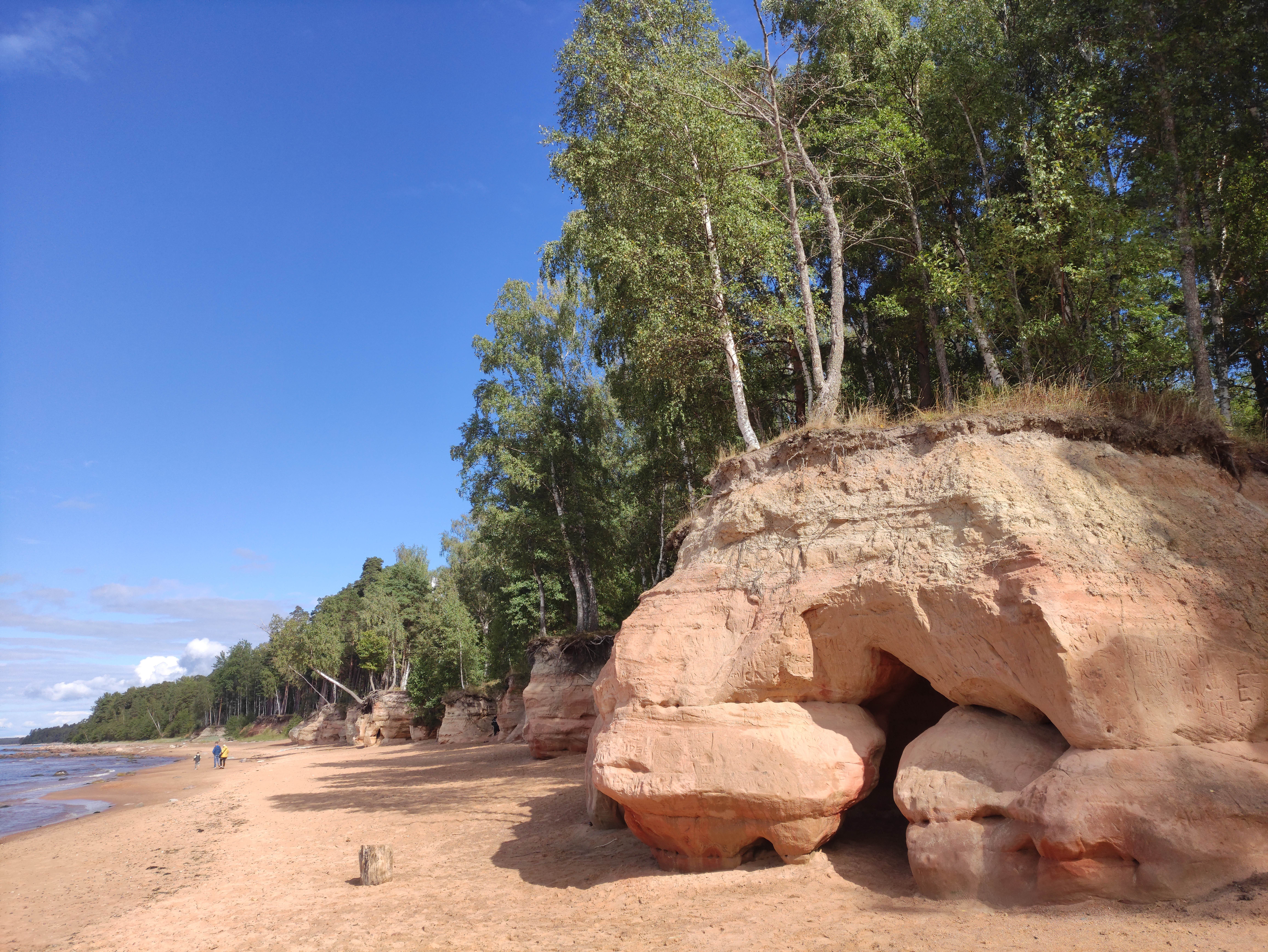
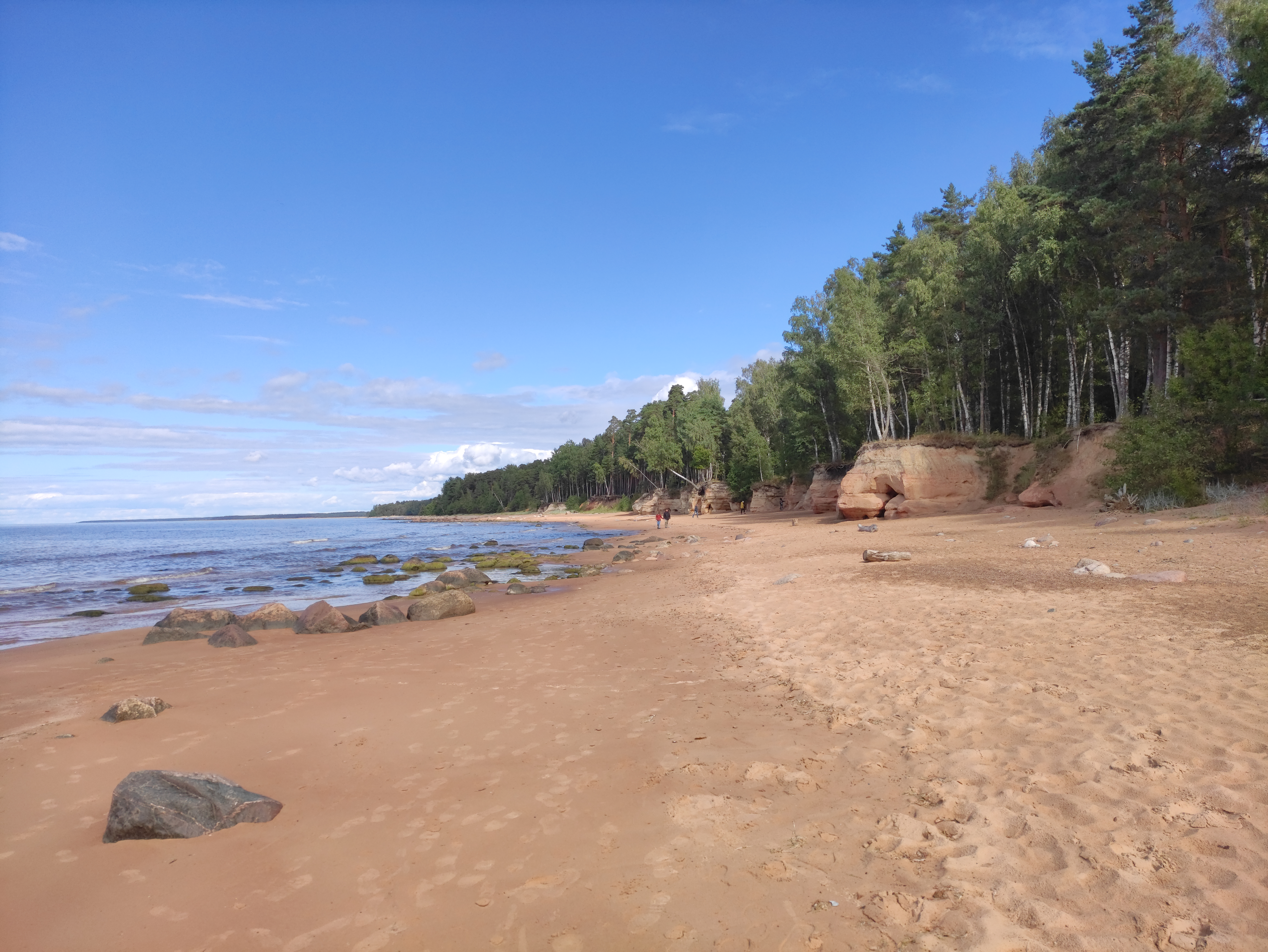
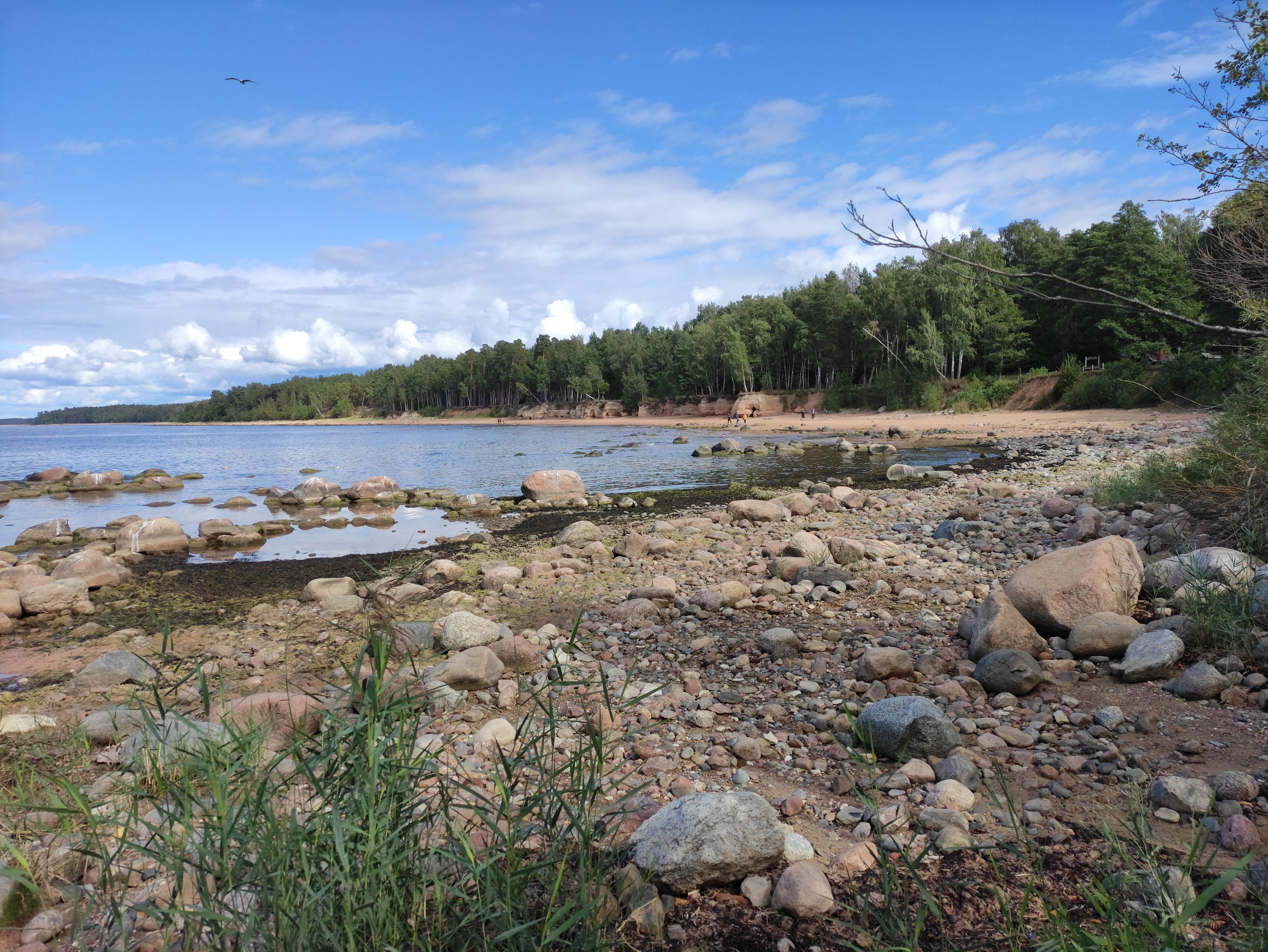
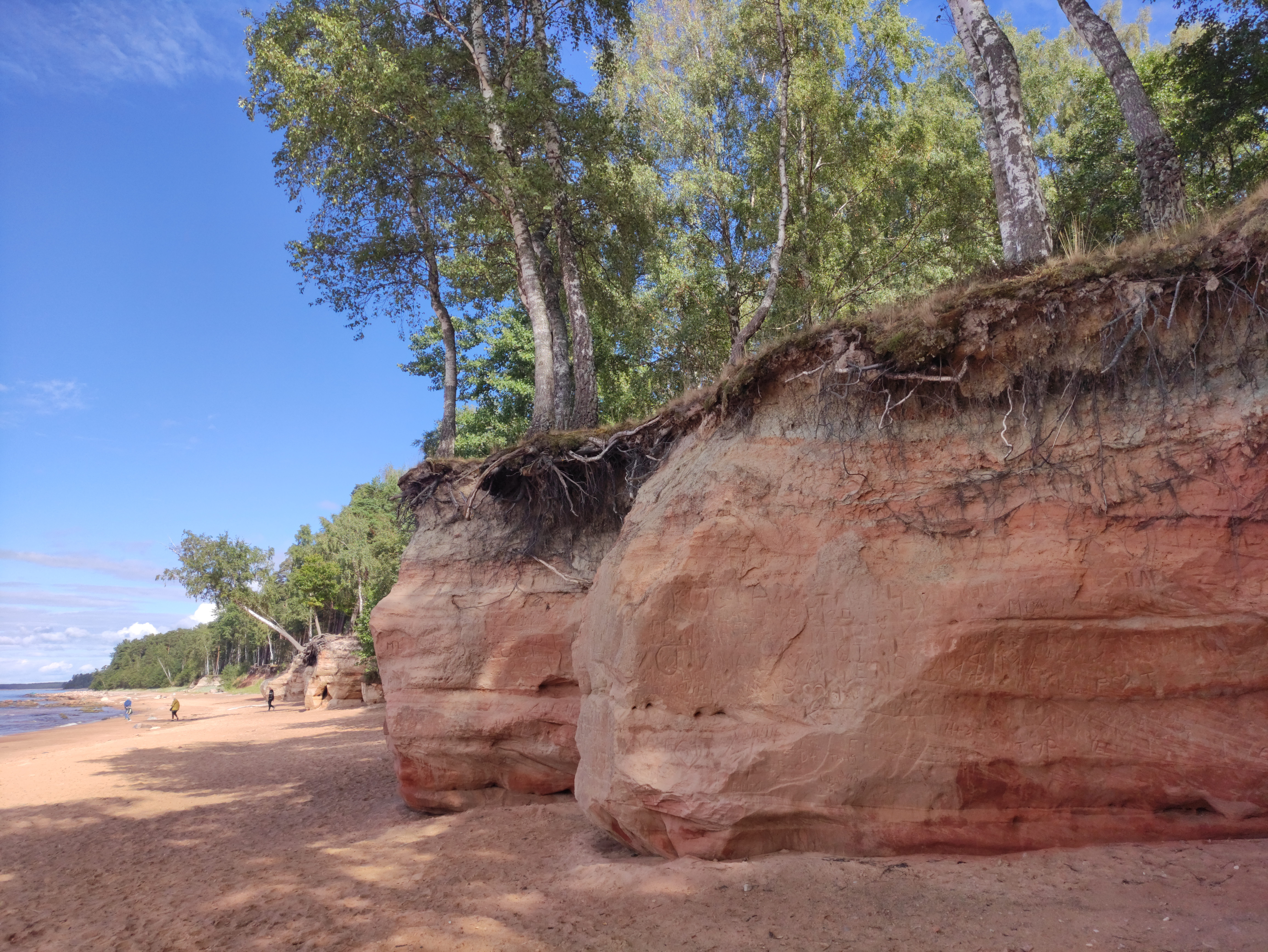
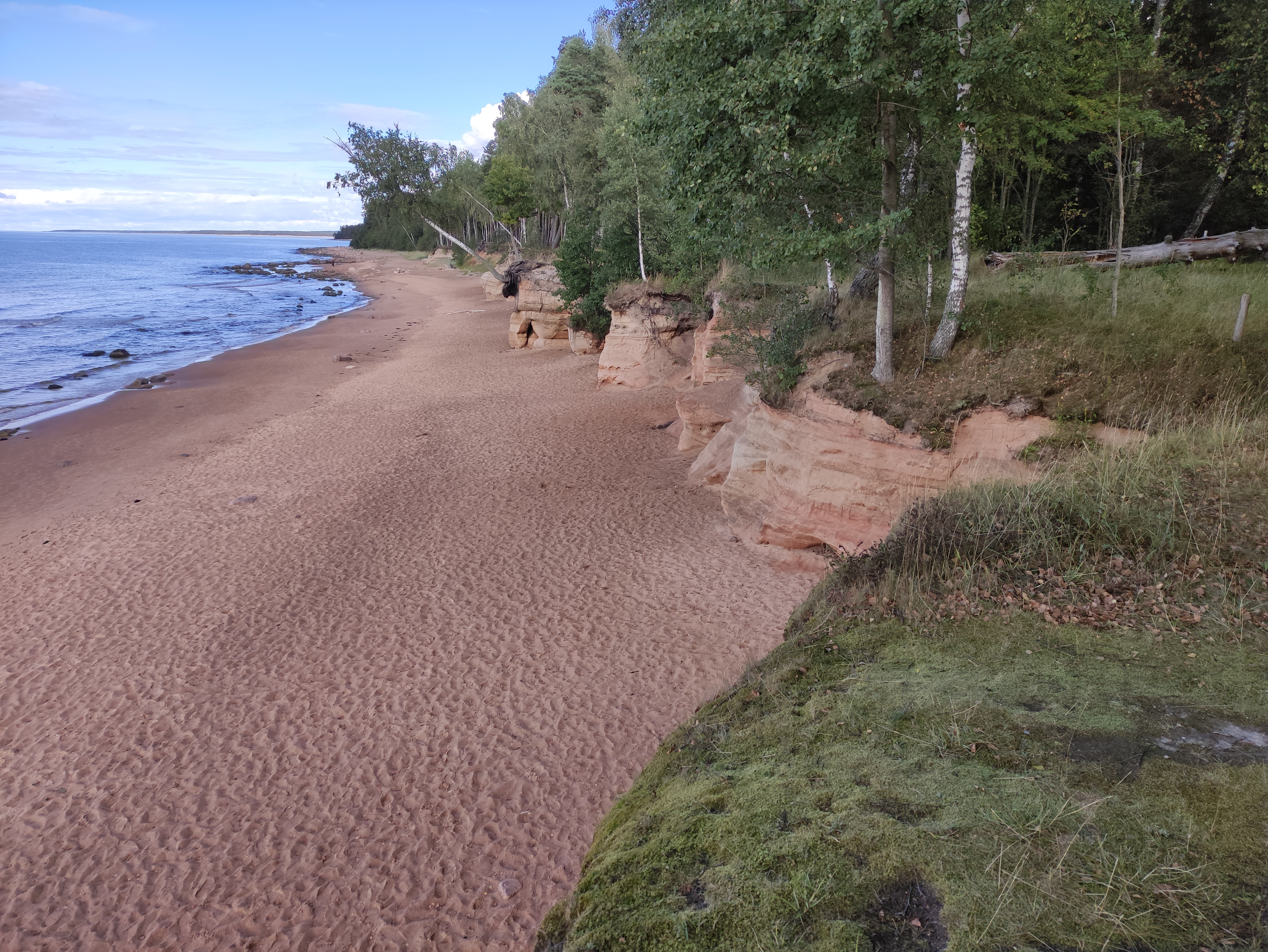
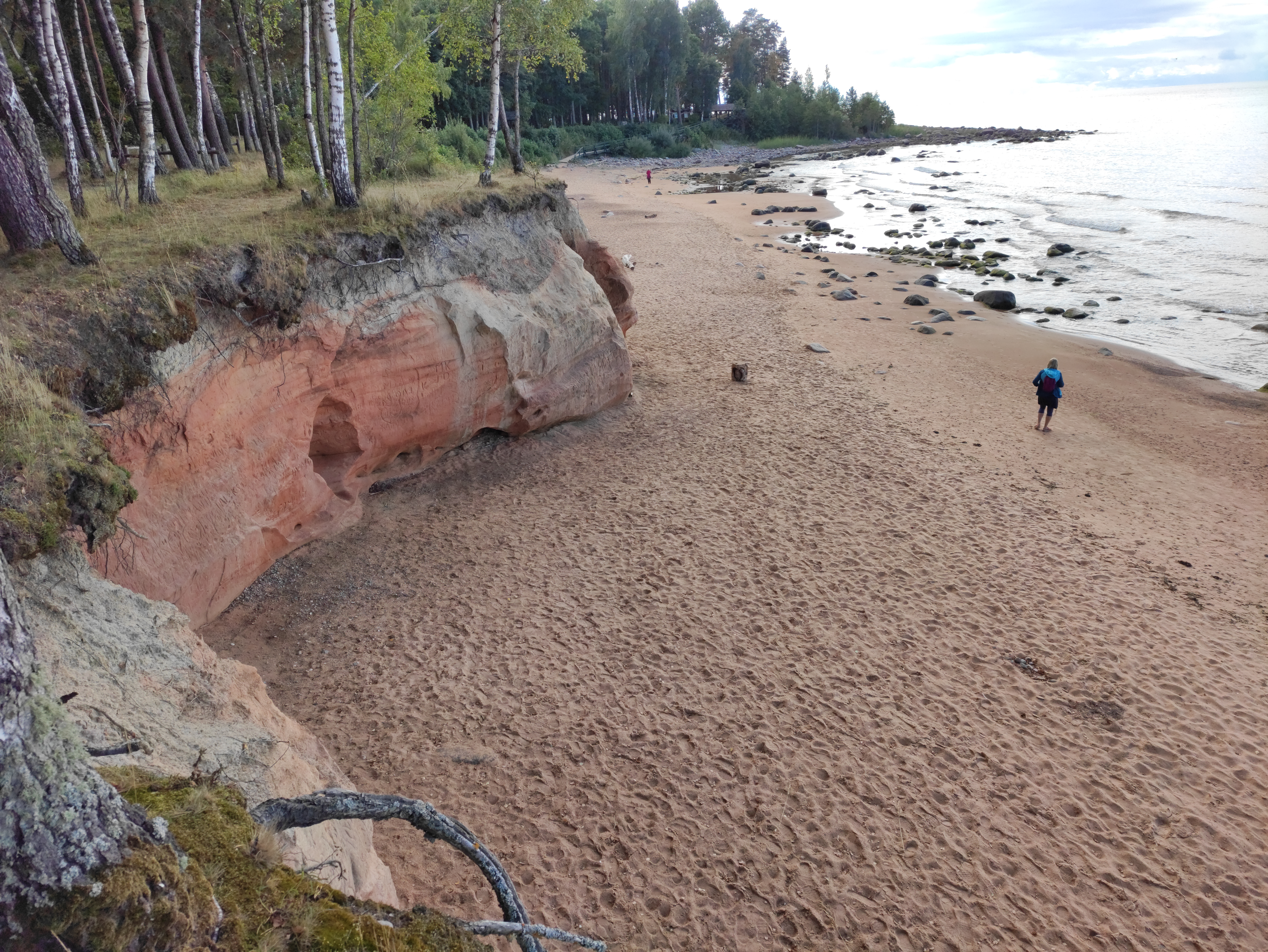
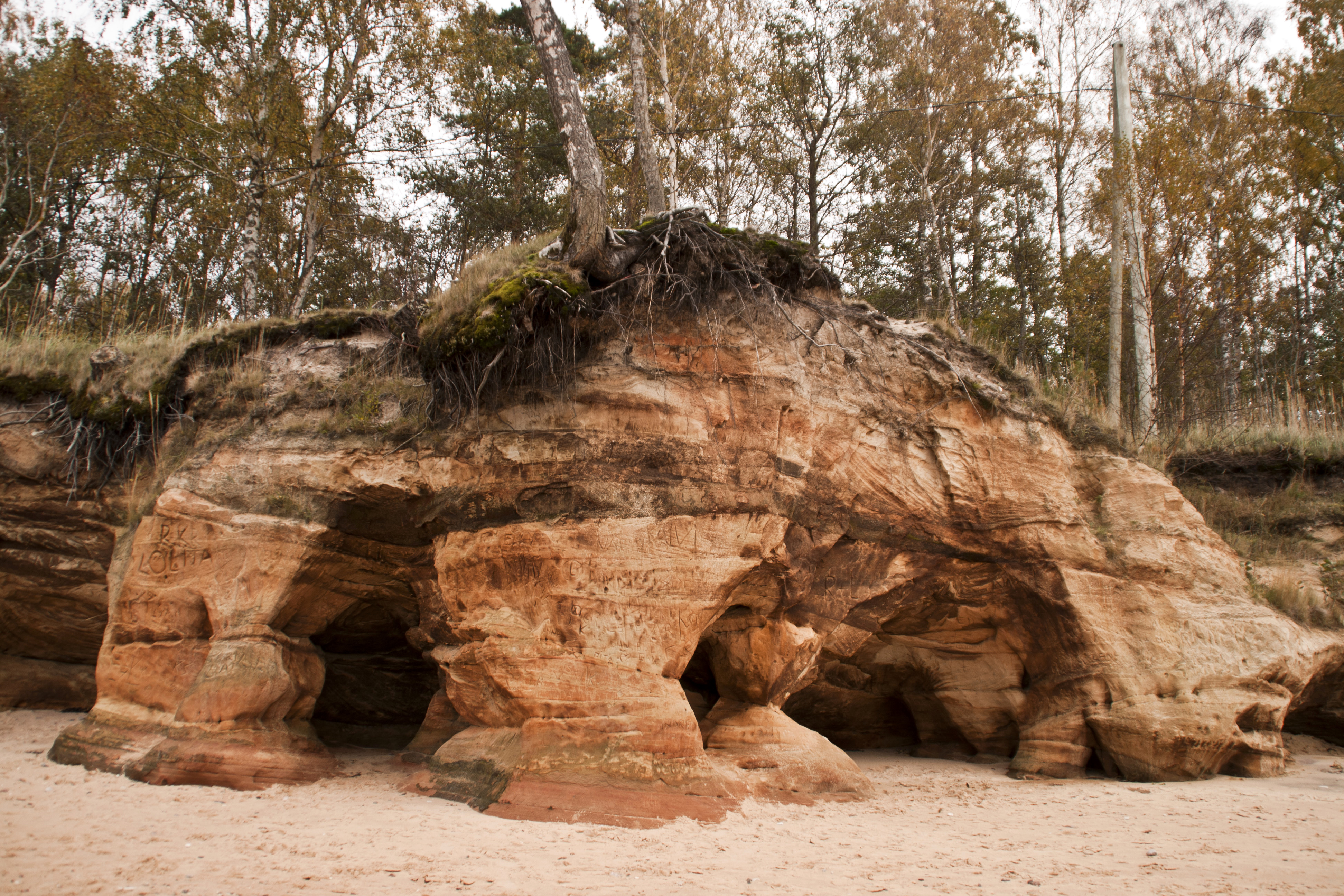
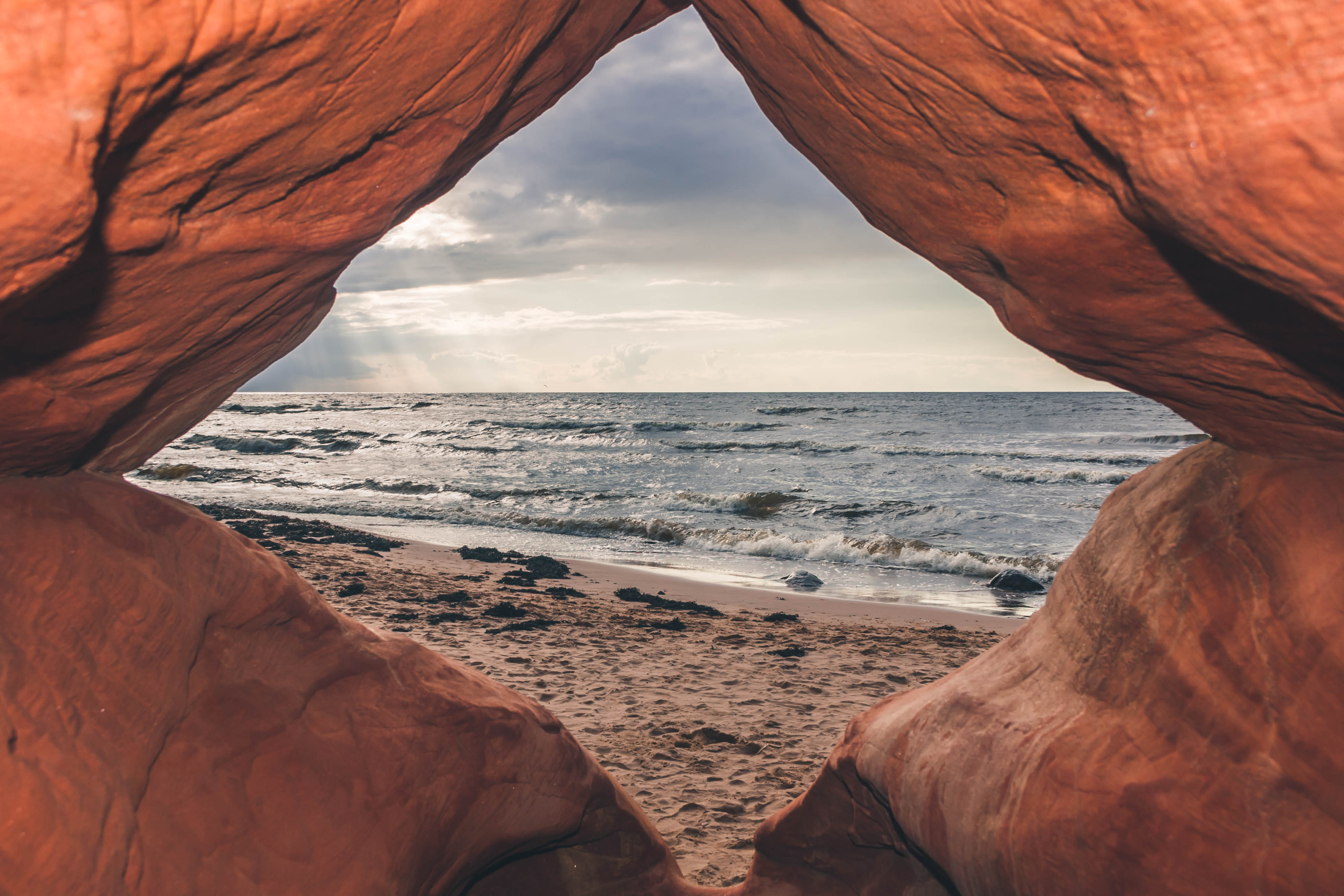